# 青年衛士
青年卫士（國際音標：[haʃoˈmeʁ hatsaˈʔiʁ]）是一個世俗派社會錫安主義犹太青年运动，1913年在奥匈帝国加利西亚成立。在1948年前的巴勒斯坦託管地，其政黨是伊舒夫政黨巴勒斯坦青年卫士工人党。
青年卫士和以色列的工作學習青年聯盟是International Falcon Movement – Socialist Education International的成员。

## 成立早期

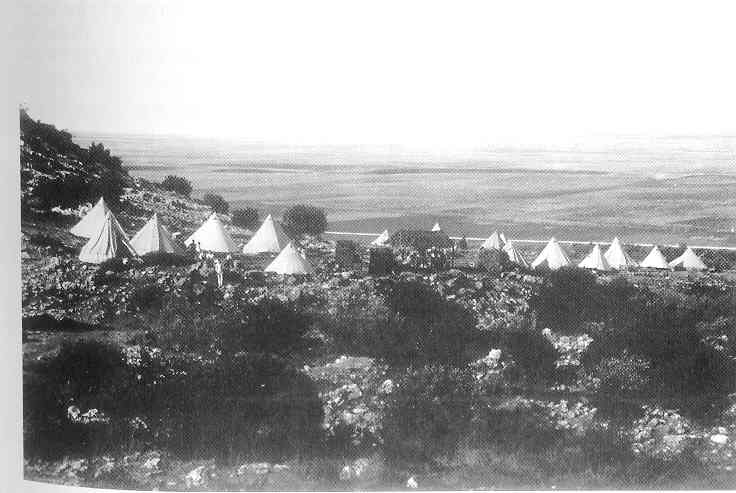
Shomeria先驱者营地，1920 年巴勒斯坦托管地

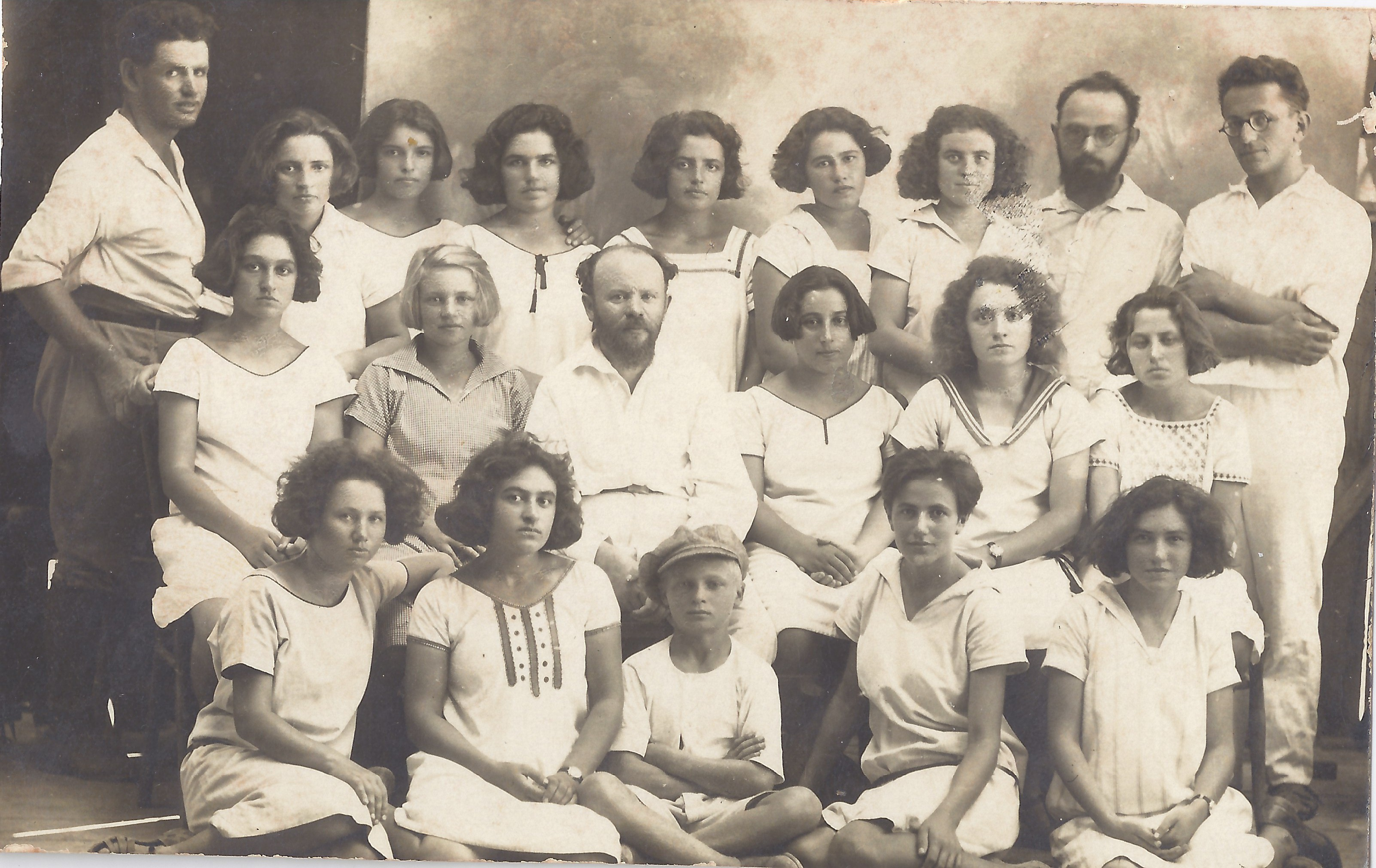
兒童村校长 Shneur Zalman Pugachov 和教师 Zvi Zohar、Arieh Allweil 和 Dov Yoffe坐在一群女学生（可能是毕业生）中间（~ 1926-1931）

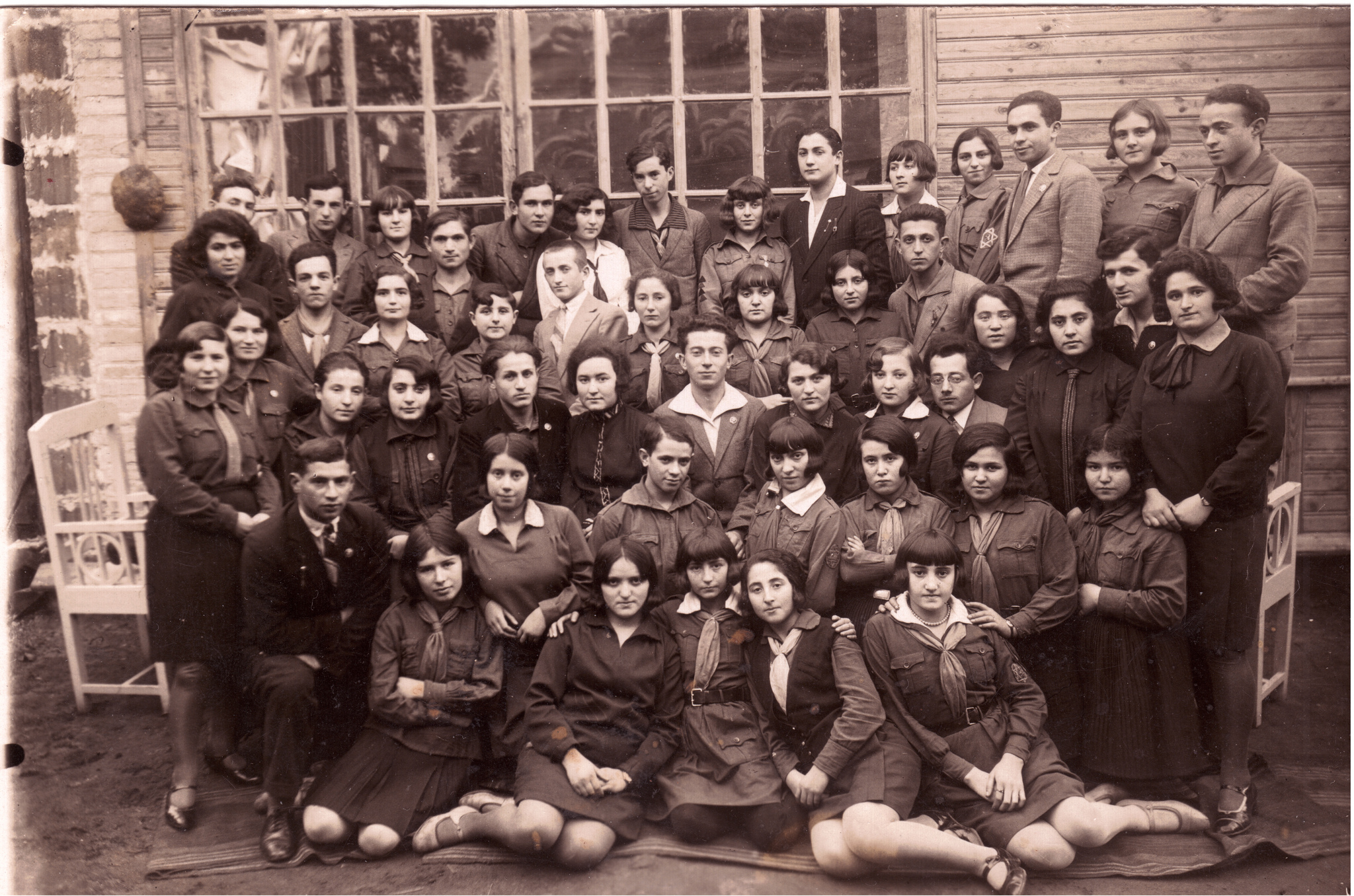
1934 年，波兰斯洛尼姆市的青年衛士青年团体

青年衛士由两个团体合并而成， 衛士（Hashomer）是一个錫安主義童軍团体， 錫安青年（Ze'irei Zion）是一个研習錫安主義、社会主义和犹太历史的意识形态學術圈子。青年衛士是现存最古老的錫安主義青年运动。青年衛士的思想最初受马克思主义-錫安主義者伯尔·伯罗霍夫、 古斯塔夫·维内肯以及羅伯特·貝登堡和德国漂鳥運動所影响。青年衛士相信犹太青年可以通过達成阿利亞運動，移民到巴勒斯坦并住在基布兹裡来獲得自由。第一次世界大战后，该运动作为童軍运动传播到世界各地的犹太社区。
透過心理學家齐格弗里德·伯恩菲尔德和哲学家马丁·布伯，青年衛士的思想亦受心理分析學影响。 奧托·芬尼希爾支持青年衛士将马克思主义与心理分析學相融合。青年衛士教育者试图為孩子塑造从出生到成熟的形象，部份成員認知提出集体教育的苏联教育家安东·马卡连科的研究。 
青年衛士的成员早在 1919 年就定居在巴勒斯坦託管地。 1927 年，由青年衛士创立的四个基布兹联合起来组成了全國基布兹總会。青年衛士的同名政黨主张在巴勒斯坦託管地上建立一個阿拉伯人和犹太人共存且享有平等權利的單一國家。这說明为什么当一小撮錫安主義领导人于 1942 年 5 月在纽约比特摩爾酒店会面时，青年衛士的代表投票反对所谓的比特摩爾计划。
1936 年，以基布兹为基础的青年卫士政党成立了一个城市政党，即巴勒斯坦社会主义联盟，代表著與青年衛士基布兹居民和伊舒夫的各個青年運動組織有相同政治理念的非基布兹居民。社会主义联盟是伊舒夫内唯一一個錫安主義政党平等地接納阿拉伯成员、支持阿拉伯人的权利，并呼吁建立單一的巴勒斯坦国。在 1930 年代，青年衛士（与以色列地工人党一起）隸屬于中间派马克思主义「第三半国际」，即国际革命马克思主义中心（又称为“伦敦局”），而不是更主流的社会主义工人国际或列宁主义第三国际。

## 運動發展与大屠杀

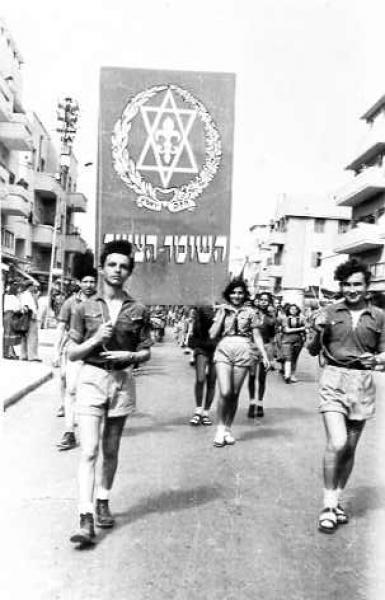
1950 年代 ，青年衛士于 5 月 1 日在海法举行勞動節游行

至 1939 年，青年衛士在全球拥有 70,000 名成员，大部份成員來自东欧。随着第二次世界大战和納粹大屠殺的到来，青年衛士的成员将注意力集中在抵抗纳粹上。 莫德哈伊·阿涅萊維奇是青年衛士华沙分會的领导人，同時成为犹太战斗组织的负责人，華沙猶太區起義的發起人之一。青年衛士其他成员在匈牙利、立陶宛和斯洛伐克参与了犹太人的抵抗和救援活動。罗马尼亚青年衛士的领导人因反法西斯活动被捕并遭到处决。
在反面，青年衛士於波蘭罗兹的前領導人亚伯拉罕·甘茨瓦伊什于 1940 年 12 月成立了犹太纳粹通敵网络13号小组（亦被称为犹太盖世太保）， 活跃于華沙猶太區。他同時是盖世太保資助、臭名昭著的犹太组织火炬队的领导人，該组织成立于 1943 年 2 月。 

战后，青年衛士参与组织犹太难民非法移民到巴勒斯坦的計畫。其成员亦加入了哈加拿军事运动以及參與帕爾瑪赫的领导。

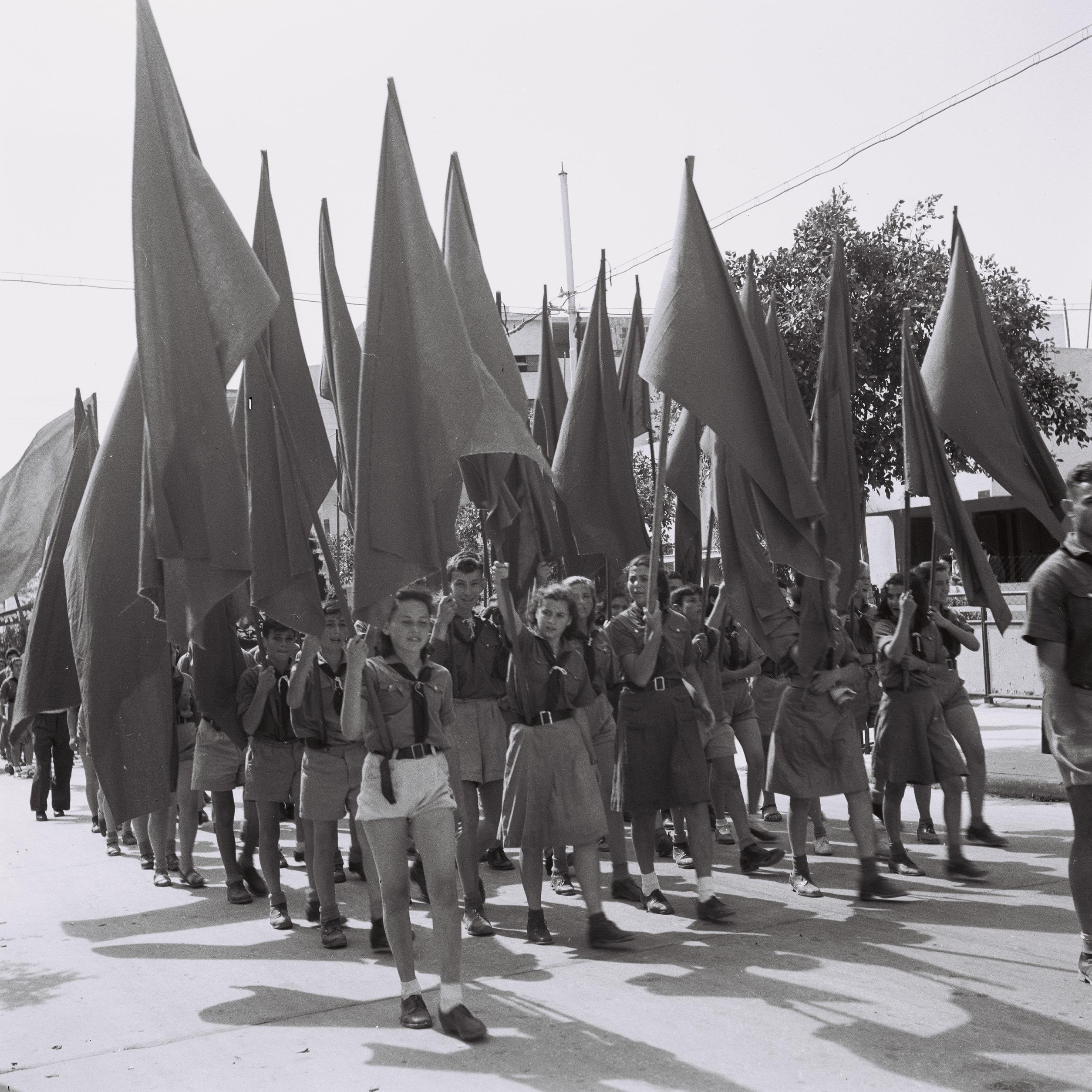
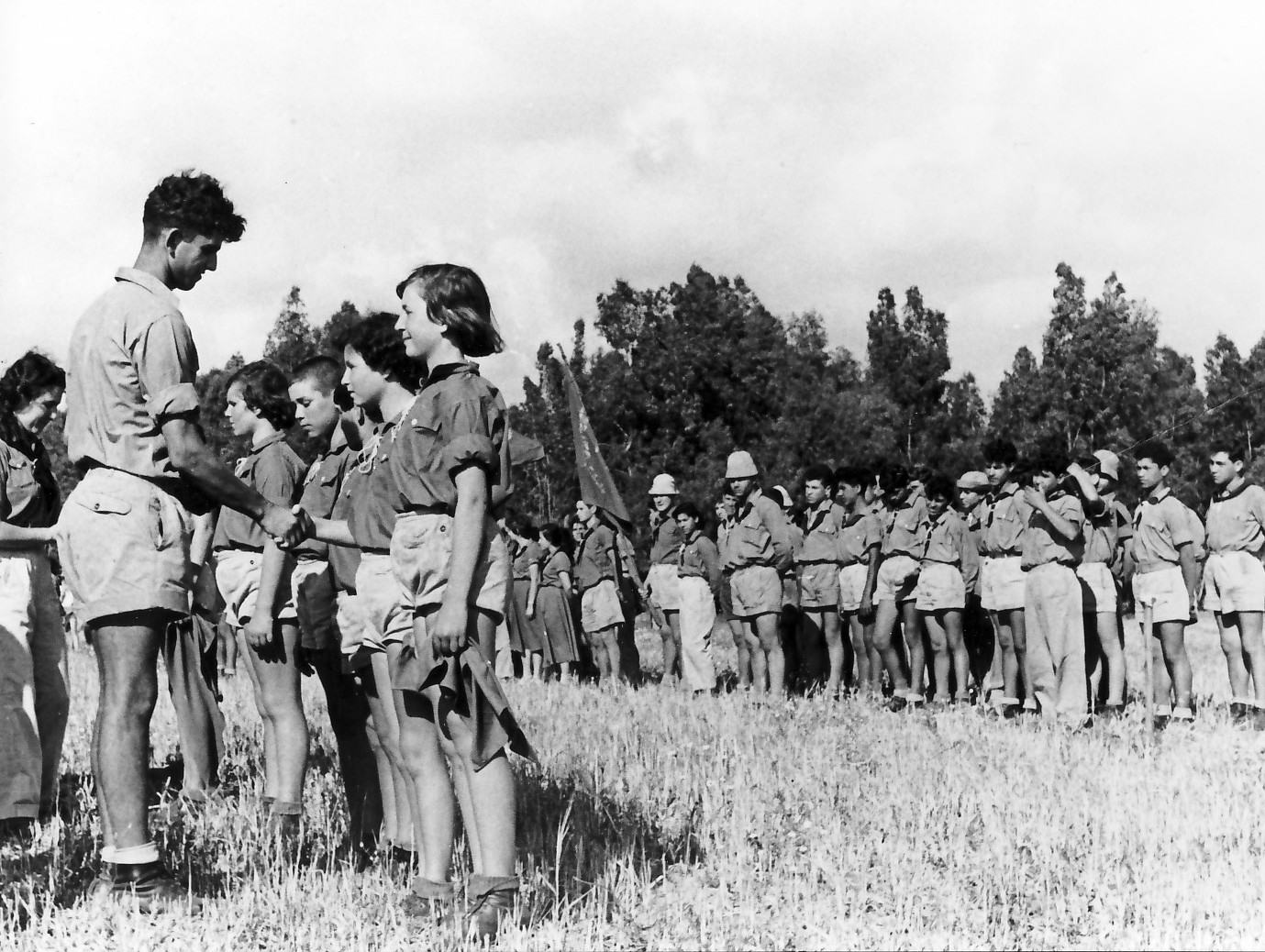
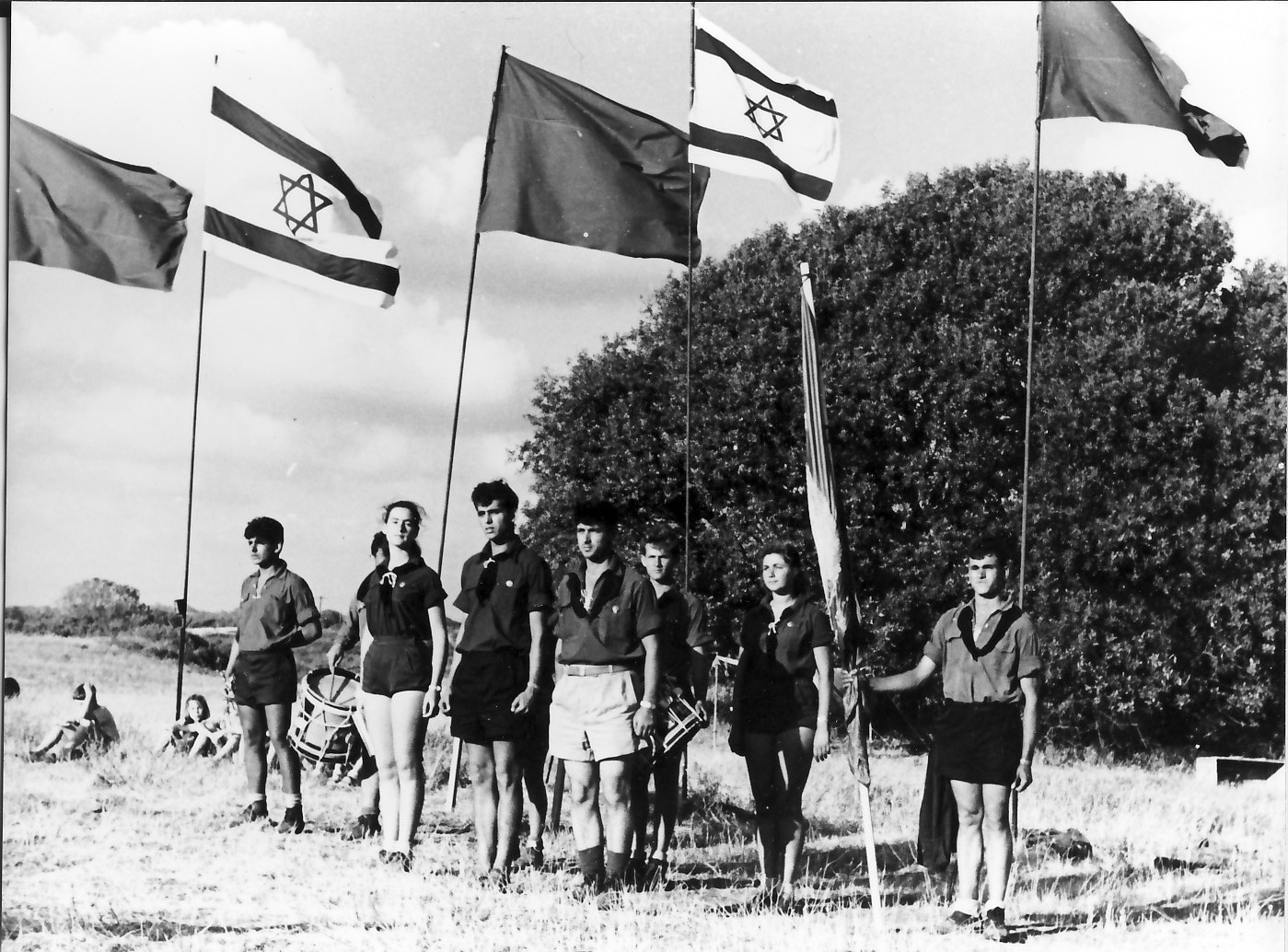

## 近期發展

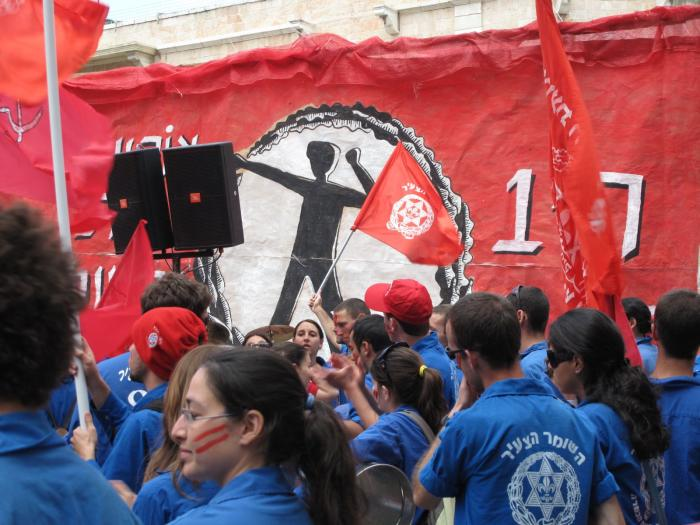
2009 年 5 月 1 日在耶路撒冷举行的遊行

青年衛士运动继续以色列作为基地，并在世界各地發展。在欧洲、北美和拉丁美洲以及澳大利亚，青年衛士为年轻人组织活动和宿营。活动仍然是以意识形态為主，但随着时间的推移需要變得更切合现代社區的需求，与创立青年衛士時的背景大不相同。
現時，青年衛士在全球（不包括以色列）有 7,000 多名成员，每周在德国、加拿大、美国、墨西哥、委内瑞拉、巴西、阿根廷、乌拉圭、智利、法国、比利时、奥地利、意大利、瑞士、荷兰、匈牙利、保加利亚、白俄罗斯、乌克兰、澳大利亚和波兰组织青年活动和宿营。
著名的青年衛士成員包括Evelyn Torton Beck、阿里克·爱因斯坦、丹·谢赫特曼、托尼·克里夫、Ehud Gazit、厄內斯特·曼德爾、莫德哈伊·阿涅萊維奇、亞伯拉罕·里昂、Martin Monath 、本尼·莫里斯、埃莉恩·卡普、利奥波德·特雷伯、Amnon Linn、Haviva Reik、Abba Hushi、阿伯·赫希、山姆·史匹格、Irv Weinstein、Manès Sperber、里昂·羅塞爾森、Juliana Rozestan、José Gurvich、Joel Westheimer、囚犯X（本·齊吉爾）、 Milo Adler Gilles、Gila Martow，甚至之前分别加入了以色列地工人党和右翼貝塔爾運動的艾瑟·哈瑞尔和梅纳赫姆·贝京 ，以及Kerem B'Yavneh拉比 Avraham Rivlin 。  诺姆·乔姆斯基曾與青年衛士合作，但他从未成为正式成员。 

随着聯合基布茲運動和全國基布兹總会合并，青年衛士与聯合基布茲的青年运动自由建設者的合作越趨緊密，作為青年运动曾经的竞争对手，他們甚至在纽约共用一个办公室。然而，不同的宗教观点可能是他們仍未合并的障碍，自由建設者更認同犹太文化，而青年衛士有些時期非常世俗化和反宗教——视自己为犹太教世俗化潮流的領導者。

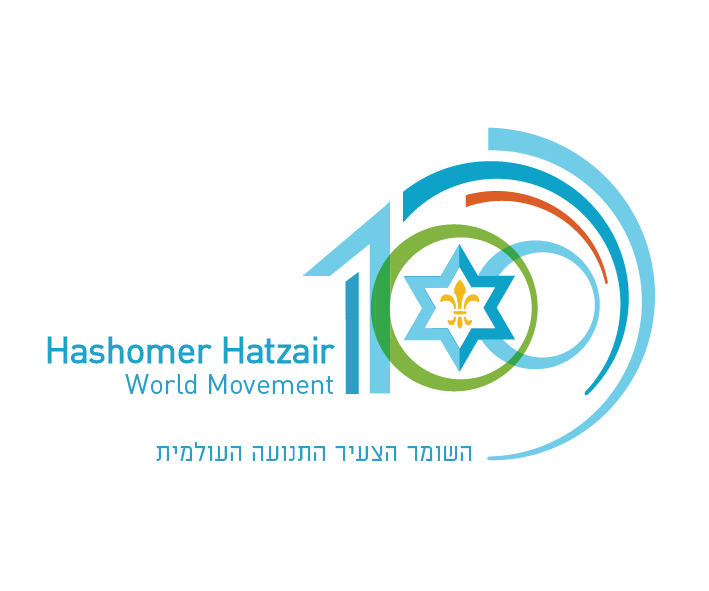
青年衛士 100 周年的标志，2013年
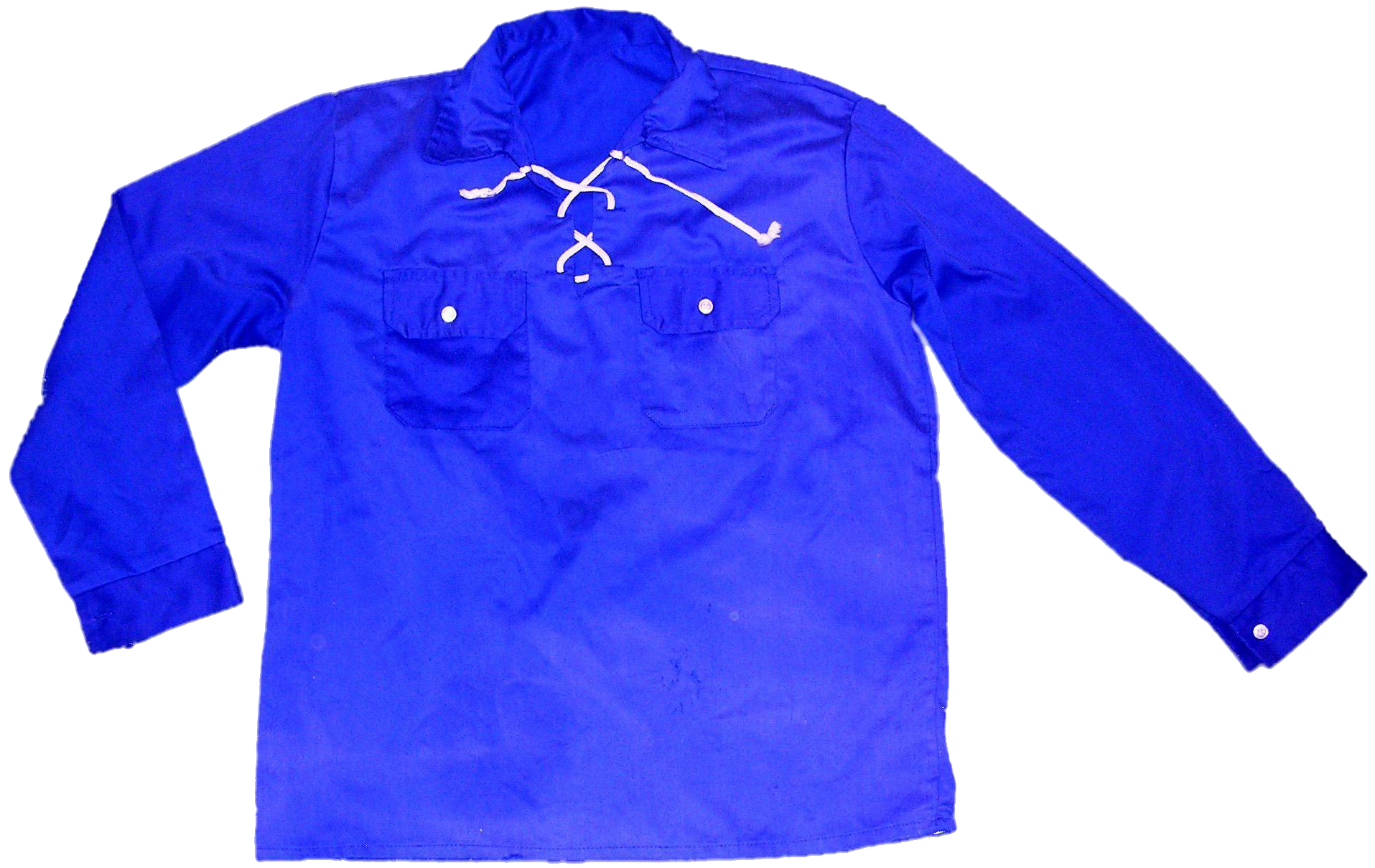
青年衛士的衬衫
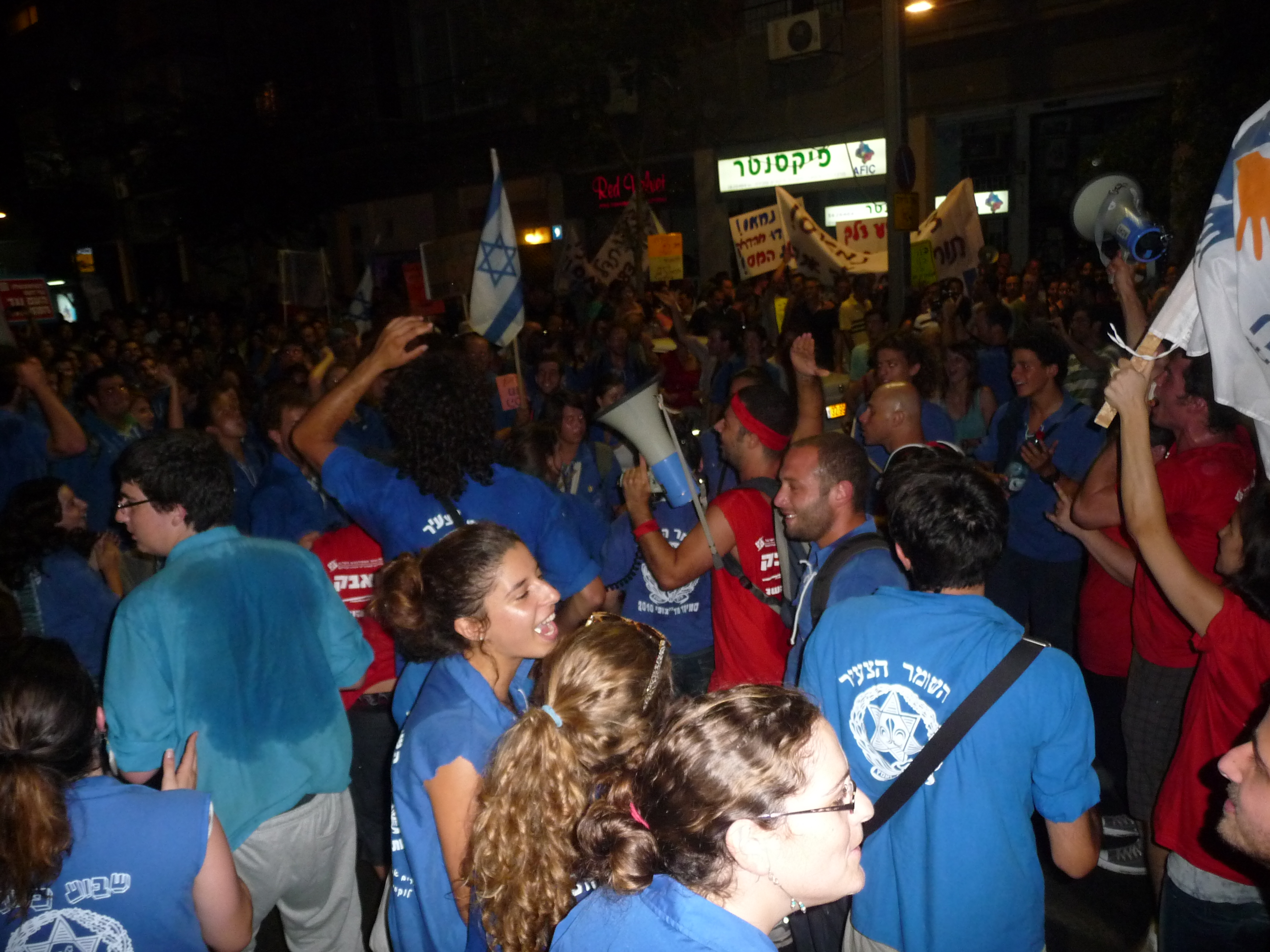
青年衛士在反对以色列房价的示威活动中，2011 年

### 阿根廷
阿根廷青年衛士曾经是阿根廷犹太社区内的一個大型組織，唯所有錫安主義青年运动在过去几十年都遇到衰败。阿根廷历史上的數個军事独裁政權直接或间接导致幾个青年組織倒闭。現時，青年衛士在布宜诺斯艾利斯阿尔马格罗附近的Tzavta 社区中心營運，是该市 9 个錫安主義青年运动之一。阿根廷青年衛士有大约 120 名成员，除了每年两次宿營活動之外，还定期举办周六活动和世俗的歡迎安息日服务。

### 澳大利亚
從自由建設者脫離的澳大利亚青年衛士成立于 1953 年，位于墨尔本 。 1960 年代，曾於悉尼成立短暂的分會，因成员人數不足而关闭。许多澳大利亚青年衛士原來的领导人定居在基布兹尼里姆 。澳大利亚青年衛士的總部位于墨尔本聖基爾達東郊区，又称为阿涅萊維奇之家。澳大利亚青年衛士每周举行一次聚会，并在夏季和冬季在澳大利亚乡村举办两年一次的宿營活動。澳大利亚青年衛士是澳大利亚錫安主义青年委员会(AZYC) 的成员。
目前，墨尔本青年衛士運動约有70名成员。

澳大利亚青年衛士坚信青年成員应该活跃於社区中，尽可能地協助他人。成员经常参加集会，在国内外积极追求社会正义，并为弱势儿童工作。
与世界上的大多数青年組織一样，澳大利亚青年衛士每年都会派遣刚完成学业的青年成員到以色列参加为期 10 个月的一年计划。 澳大利亚青年衛士是國際青年衛士运动的活跃成员，并定期与其他青年組織以及其他运动進行互动。

### 奥地利
奥地利青年衛士的起源可以追溯至在奥匈帝国加利西亚地区建立的原始青年衛士。 奥地利青年衛士是 1914 年童軍組織Österreichischer Pfadfinderbund最早加入的成员之一。奥地利青年衛士位于維也納 Desider-Friedmannplatz 1b, 1010 。奥地利青年衛士有大约一百名成员，每周聚会。 奥地利青年衛士一般有四個活跃的小組和一位小組領袖 。 分會每年在冬季和夏季舉行两次宿營活動和數次考察團。每隔一年，最資深的小組領袖 和小組會去以色列集宿，参加童軍研讨会。

### 比利时
比利时青年衛士于 1920 年成立。每个星期六 250 名成員一同参加民间舞蹈、互動嬉戏活动和安息日庆祝活动。全年總共组织四次宿營活動。十一月、冬季和复活节宿營活動通常在荷兰举行，夏令营則在法国举行。 比利时青年衛士的使徒是 Tal Eitan。直到，列日分會因規模太小已於 2006 年关闭。比利时青年衛士是 Brith 的一部分，该组织由比利时的五个錫安主义青年团体组成：青年衛士、 錫安主义青年 、自由建設者、阿基瓦之子和世俗猶太青年。

### 巴西
在巴西，青年衛士运动非正式地称为「Shomer」，全国成员人數為约300人，有五个分支：里约热内卢 (2)、圣保罗、弗洛里亚诺波利斯和巴西利亚。活动通常包括每周聚會以及每年的两次宿營活動。規模較大的里约分會是当地犹太社区的左翼錫安主義机构之一，在中东和平进程等主题中发挥着領導作用，亦舉辦针对巴西社会問題，例如社会和环境问题的教育活动。

### 保加利亚
在保加利亚，青年衛士已经活跃 20 多年，有两个分會——索非亚和普罗夫迪夫。 保加利亚青年衛士在二战后成立，在保加利亚共产政权掌權後关闭。保加利亚青年衛士于 1992 年重新成立，此后一直活跃。目前，会员年龄在 11-20 岁之间。 青年成員的聚會在周四下午和周六早上举行。此外，每年都会组织两次宿營活動 - 一次在冬季，一次是夏季的侦察营。

### 美国和加拿大
在美国和加拿大，夏令营持续整个暑假。美国纽约州自由市和加拿大安大略省珀斯市两个夏令营都被称为Camp Shomria或「Mosh」。此外，青年衛士全年在北美大陆的不同城市組織活动，議題包括促进以巴和平进程、社会錫安主义、自我实现、社会正义（ 修補世界 ）以及从西岸和加沙撤军。
通过研讨会、宿營活動（冬季/夏季）、全球计划和每周青年领袖的活动，青年衛士旨在通过社会主义、平等以及改善以色列和世界来创造一个公正的國際社會。
目前在多伦多、新泽西州北部（ 特納夫萊 ）、新泽西州中部（ 東不倫瑞克 ）、纽约市、华盛顿特区和费城有青年衛士分會。纽约州威彻斯特和奥尔巴尼的分支正在重組當中。
青年衛士与自由建設者和其他左翼錫安主義团体合作，组成了进步錫安主義联盟校园网络。
2011 年 10 月，青年衛士参與占领多伦多，并在示威现场建造了一个苏克棚。 

### 智利
智利青年衛士成立于 60 多年前，一直以社会正义、友爱、犹太教和对以色列的爱等价值观教育年轻的智利犹太人。目前，每周六有 50-100 名 9-22 岁的会员在位于圣地亚哥的總部聚会。这些自發组织的年轻伙伴大多数不属于任何犹太群体或实体，因非參與了青年衛士運動，他们大多数与犹太人没有任何關系。

### 法国
法国青年衛士1933年由来自波兰和突尼斯的犹太人成立于巴黎贝尔维尔。法国分會现時在巴黎和里昂的两个分支，有大约 500 名成员。 青年成員和領袖每周都会分组聚会，并在 11 月（或10 月下旬）、12 月底左右，以及 7 月的 3 周參與宿營活動。

### 德国
1938 年前，青年衛士在德国的几个城市都很活跃。 青年衛士於第二次世界大战和納粹大屠殺期间被禁，終于在 2012 年重新成立，在法律上是一个在注册的性协会非營利組織，總部位於柏林。 
德國青年衛士在柏林为 6-18 岁的儿童组织每两周一次的活动，以及一年一度的夏令营。  2021 年，德国青年衛士舉辦一系列活动庆祝歷史記載犹太人在德国和欧洲生活 1700 年。

### 匈牙利
匈牙利青年衛士于 1989 年在布达佩斯重新成立，是匈牙利共产政權垮台后第一个重組的犹太青年运动，目前是匈牙利最大型的錫安主义青年运动之一，在布达佩斯拥有约 50 名成员。匈牙利青年衛士每年组织两次宿營活動，还为犹太青少年提供各种計畫：服務匈牙利大屠杀幸存者的慈善活動、清理农村的犹太人墓地等。

### 以色列
青年衛士在以色列各地约有 80 個分支。以色列议会2010 年的一份报告指，以色列青年衛士约有 7,000 名正式成员，是以色列第五大青年运动。 青年衛士的為 9-18 岁的青年安排定期活动、進行組織价值观和社会行為的教育。
每年，每个分會的15-18 岁領袖會聚首举行一次会议，讨论与以色列社会、各分會和與整个运动相关的年度議题。过去的議题包括錫安主义与和平、性别平等、社会主义、青年衛士中的犹太教等等。
1948年阿以战争后， 青年衛士工人党与其他左翼政党合并成立統一工人黨 ，成为青年运动和全國基布茲總会的政党。在以色列，青年衛士传统上与統一工人黨和后来的梅雷茲黨相關聯，但並沒有正式结盟。在最近全國基布茲總会与工党的联合基布兹运动合并之后，青年衛士官方宣佈不与任何一派结盟，尽管传统上它与梅雷茲黨的形態很接近。

### 意大利
意大利青年衛士有四個分支——罗马、米兰、佛罗伦萨和都灵，约有 400 名成员。当地成员每年组织两次宿營活動。

### 墨西哥
墨西哥青年衛士成立于 1940 年。自 1983 年，以莫德哈伊·阿涅萊維奇命名其位于墨西哥城西部波朗科区的總部。
墨西哥青年衛士由Avner Aliphas创立，他是墨西哥意第绪语学校的希伯来语教授，于 1942 年创立「文化運動」犹太人日校。 Aliphas 于 1911 年生于波兰的科尔诺，并于 1936 年移民到以色列地，加入基布茲內革巴，于 1938 年協助建立基布茲哈尼塔。 1939 年，他在母亲去世后回到科尔诺，并幸运地在纳粹入侵波蘭前到巴黎参加錫安主义者大會。当战争爆发後他无法返回以色列並前往墨西哥，在那里积极参与錫安主义运动。
1940 年，Aliphas 在墨西哥錫安主义组织的支持下创立墨西哥青年衛士，从而为在家接受过錫安主义教育的年轻人提供多一个选择。墨西哥青年衛士是该国第一个犹太青年运动；它的第一个總部位于市中心的塔古巴15。
在其後數十年里，墨西哥青年衛士是犹太社区世俗社会化的聚會地。时至今日，墨西哥青年衛士由大约 50 名成员组成，他们经常以团体身份参加文化、教育和体育活动。

### 乌拉圭
青年衛士早於 1946 年已在乌拉圭運作。早期有两個不同的分支。現時唯一的分會以莫德哈伊·阿涅萊維奇命名，位于首都蒙得维的亚普斯圖斯，有一個小童小組（6 到 7 岁和 8 到 10 岁）和少年小組（11 到 13 岁）。 

### 荷兰
青年衛士从 1950 年代开始活跃于荷兰。直到 1970 年代，鹿特丹和阿姆斯特丹分會成立。自 2000 年左右，马斯特里赫特的分會一直活跃，該分會有一個小童小組（5 到 8 岁）和少年小組（9 到 12 岁）。自 2011 年以来，马斯特里赫特分會一直是國際青年衛士运动的一部分。

### 瑞士
在瑞士，苏黎世的伊扎克·拉宾分會由大约 100 名成員组成，在安息日下午和两至三个宿營活動時（每年秋季和冬季，夏季每两年一次）聚會，領袖每半年前往以色列或波兰考察，亦为逾越節、光明節和纪念伊扎克·拉宾举办特别活动。苏黎世分會成立于 1935 年，并于 1938 年加入國際青年衛士。在第二次世界大战期间，瑞士有五个主要的分會（苏黎世、巴塞尔、伯尔尼、比尔、日内瓦），在一些小城市和难民中心亦有舉行一些活动。截至2009年，瑞士青年衛士是瑞士最大型的犹太青年运动。

### 委内瑞拉

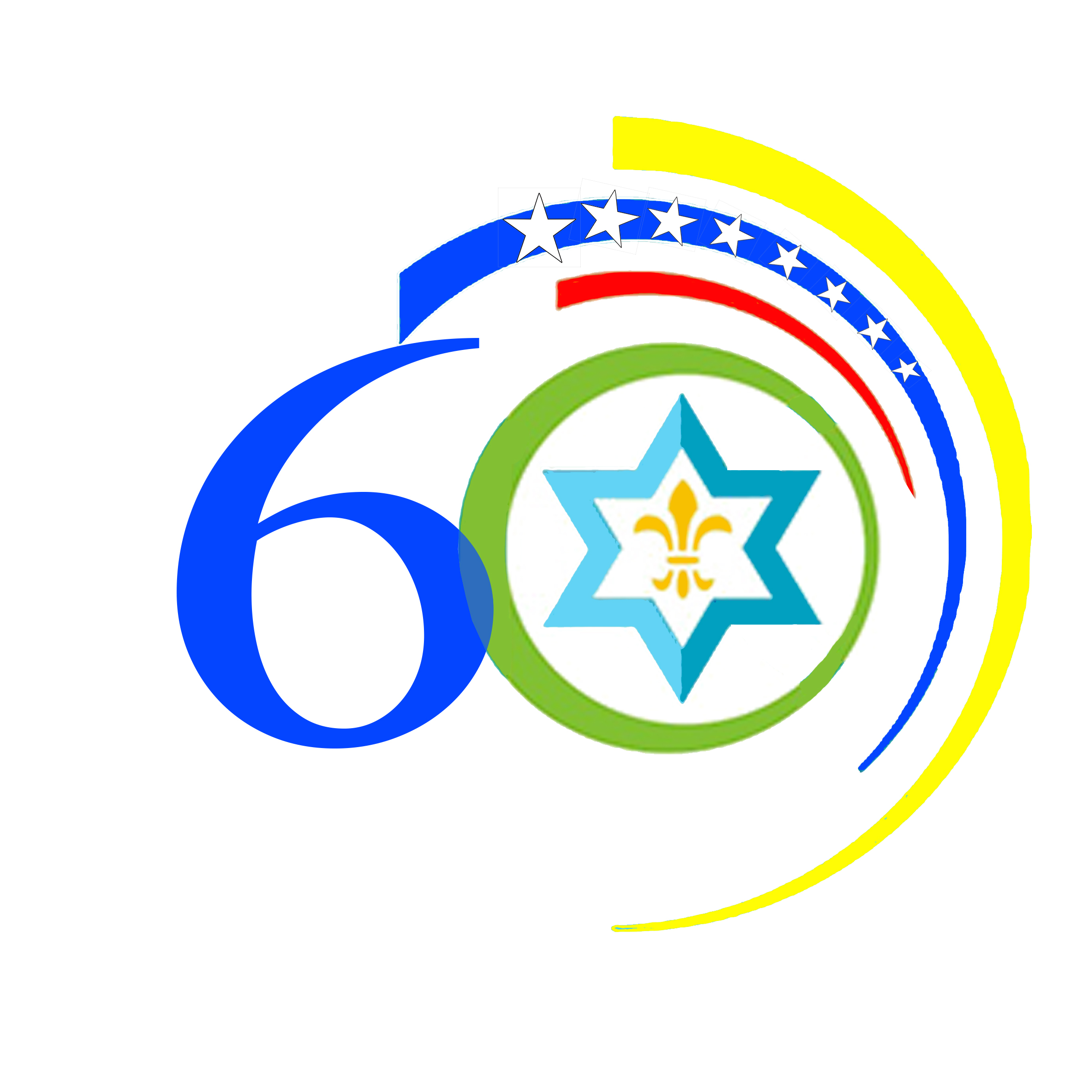
拿顺分會60周年標誌

委内瑞拉青年衛士由来自古巴的移民女孩 Tamar Campo于 1954 年在加拉加斯成立，她于 1954 年 9 月在猶太新年的庆祝活动期间开始为委内瑞拉的年轻犹太人开展教育活动。分會名字拿顺，是聖經裡犹大支派的王子，带领犹太人离开埃及，穿过由摩西开辟的水域。
拿顺分會服務委内瑞拉犹太社区的年轻人，每周六在希伯來會的活動為教授錫安主义、社会主义和人道犹太主义，從非正规教育教授平等、社会正义和兄弟情谊等价值观。

## 生命运动
在世界各地，青年衛士成员在运动停止的地方发起了一场生命运动。以色列人和非以色列人在以色列组织了小組，其他小組则在成員原籍国（如加拿大、美国、瑞士和匈牙利）成立。

### 加拿大和美国
美国和加拿大的生活运动已经在三个城市创建公社，一个在纽约，两个在多伦多，成员们正在他们的家乡社会中试验以色列的社区模式。此外，每年都会为運動領袖进行一次名新的以色列冬季考察。

## 外部連結
- 國際青年衛士運动 （页面存档备份，存于）
- 德国青年衛士 （页面存档备份，存于）

1. ↑  Also transliterated Hashomer Hatsair or HaShomer HaTzair.
2. ↑  Rolnik, Eran J. . London: Karnak. 2012: 160–164 [2007 in Hebrew]. ISBN 978-1-78049-053-3.
3. ↑  W. D. Rubinstein, The Left, the Right, and the Jews, Universe Books, 1982, ISBN 0-87663-400-5, Google Print, p. 136 （页面存档备份，存于）.
4. ↑  Israel Gutman, The Jews of Warsaw, 1939-1943: Ghetto, Underground, Revolt, Indiana University Press, 1982, ISBN 0-253-20511-5, Google Print, p. 90–4 （页面存档备份，存于）.
5. ↑  Tadeusz Piotrowski, Poland's Holocaust: Ethnic Strife, Collaboration with Occupying Forces and Genocide in the Second Republic, 1918–1947, McFarland 1998, ISBN 0-7864-0371-3,  Google Print, p. 66.
6. ↑  .   [2021-08-04]. （原始内容存档于2015-05-12）.
7. ↑  Shupac, Jodie. . The Grid. November 5, 2011  [November 3, 2011]. （原始内容存档于November 5, 2011）.
8. ↑  . Haaretz הארץ.   [2020-08-13]. （原始内容存档于2021-12-08） （希伯来语）.
9. ↑  .   [2021-08-04]. （原始内容存档于2021-12-08）.
10. ↑  https://fs.knesset.gov.il/globaldocs/MMM/1abf8d55-f7f7-e411-80c8-00155d010977/2_1abf8d55-f7f7-e411-80c8-00155d010977_11_7041.pdf （页面存档备份，存于）, "Youth Movements in Israel", 2010